# Vassili Marguelov
Vassili Philipovitch Marguelov (en russe : Васи́лий Фили́ппович Марге́лов), (1908-1990) était un général soviétique commandant des Forces aéroportées soviétiques de 1954 à 1959 puis de 1961 à 1979,.

## Biographie
Né à Yekaterinosvlav, il retournait jeune avec ses parents en Biélorussie, il accumulait alors différents emplois avec d'être enrôlé en 1928. Il étudiait alors dans l'École militaire biélorusse unie et participait à la seconde guerre mondiale : guerre d'Hiver, avec le déclenchement de l'opération Barbarossa il commandait le 3e régiment de fusiliers de la garde, puis le 218e régiment de fusiliers pendant la bataille de Stalingrad.
En 1948 il entrait à l'Académie militaire de l'État-major général des forces armées de la fédération de Russie et commençait sa carrière dans les forces aéroportées en commandant la 76e division d'assaut aéroporté de la Garde.

## Hommages
A été créée la médaille "Général d'armée Margelov".

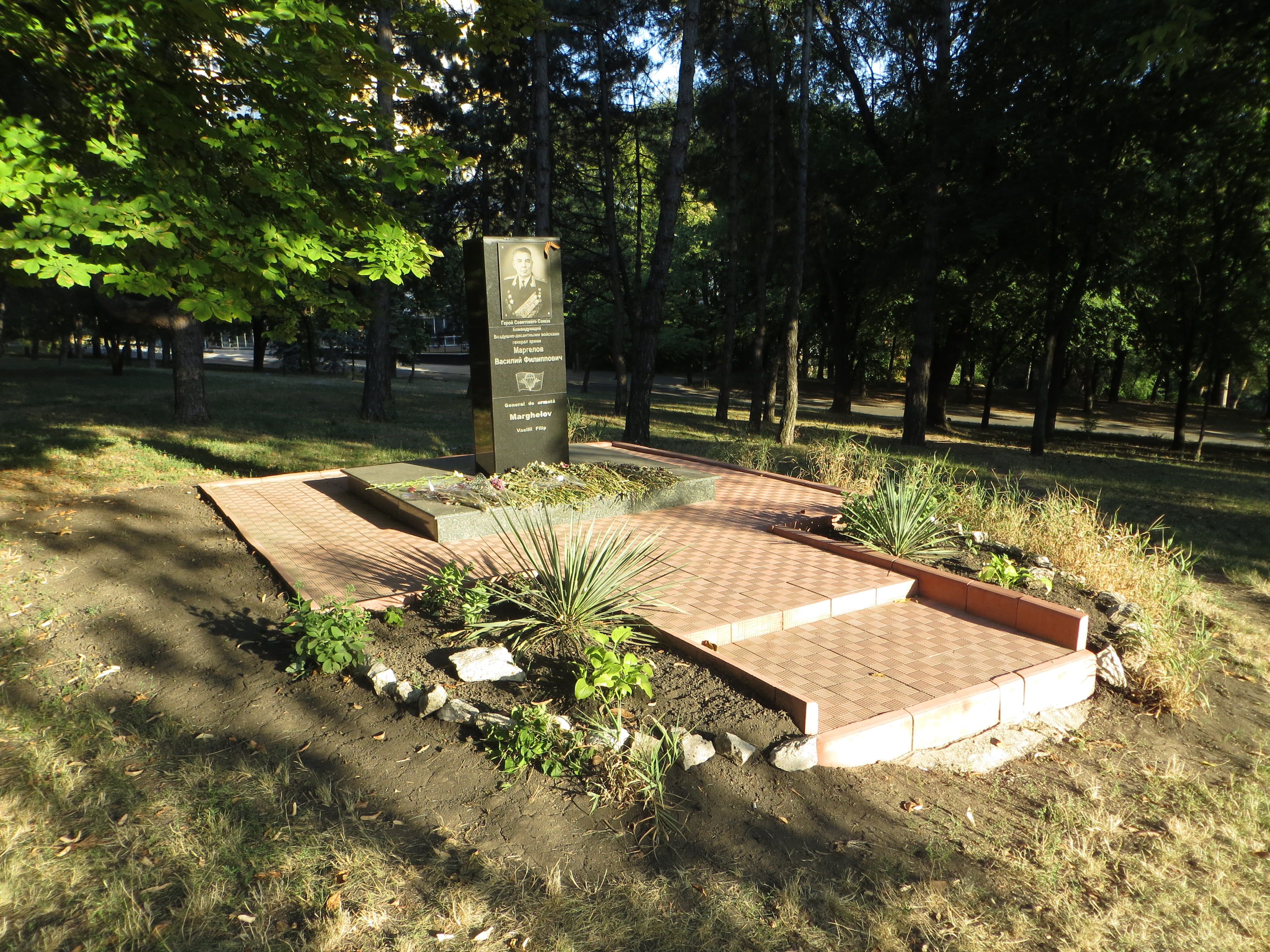
à Chișinău
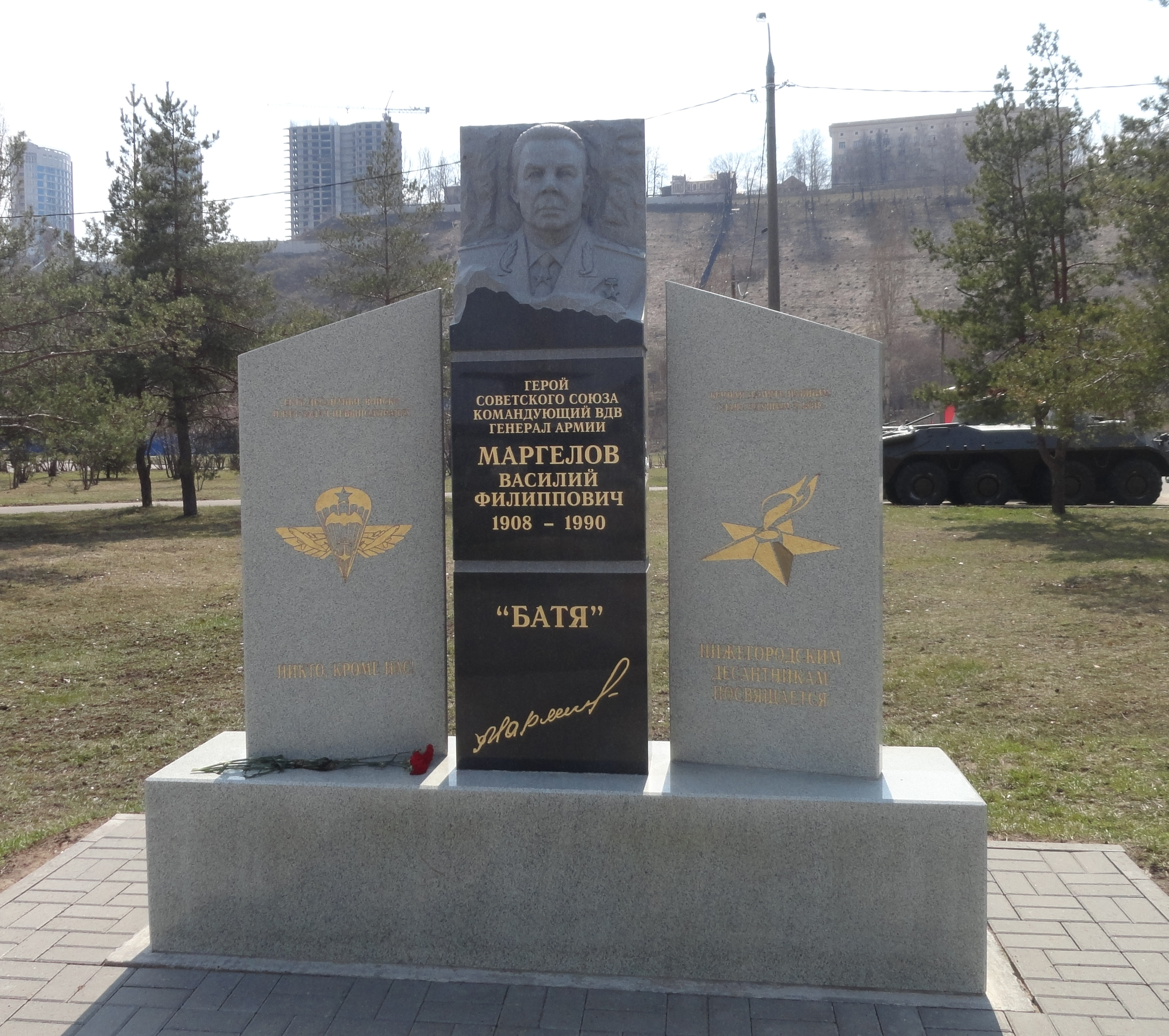
à Nijni Novgorod
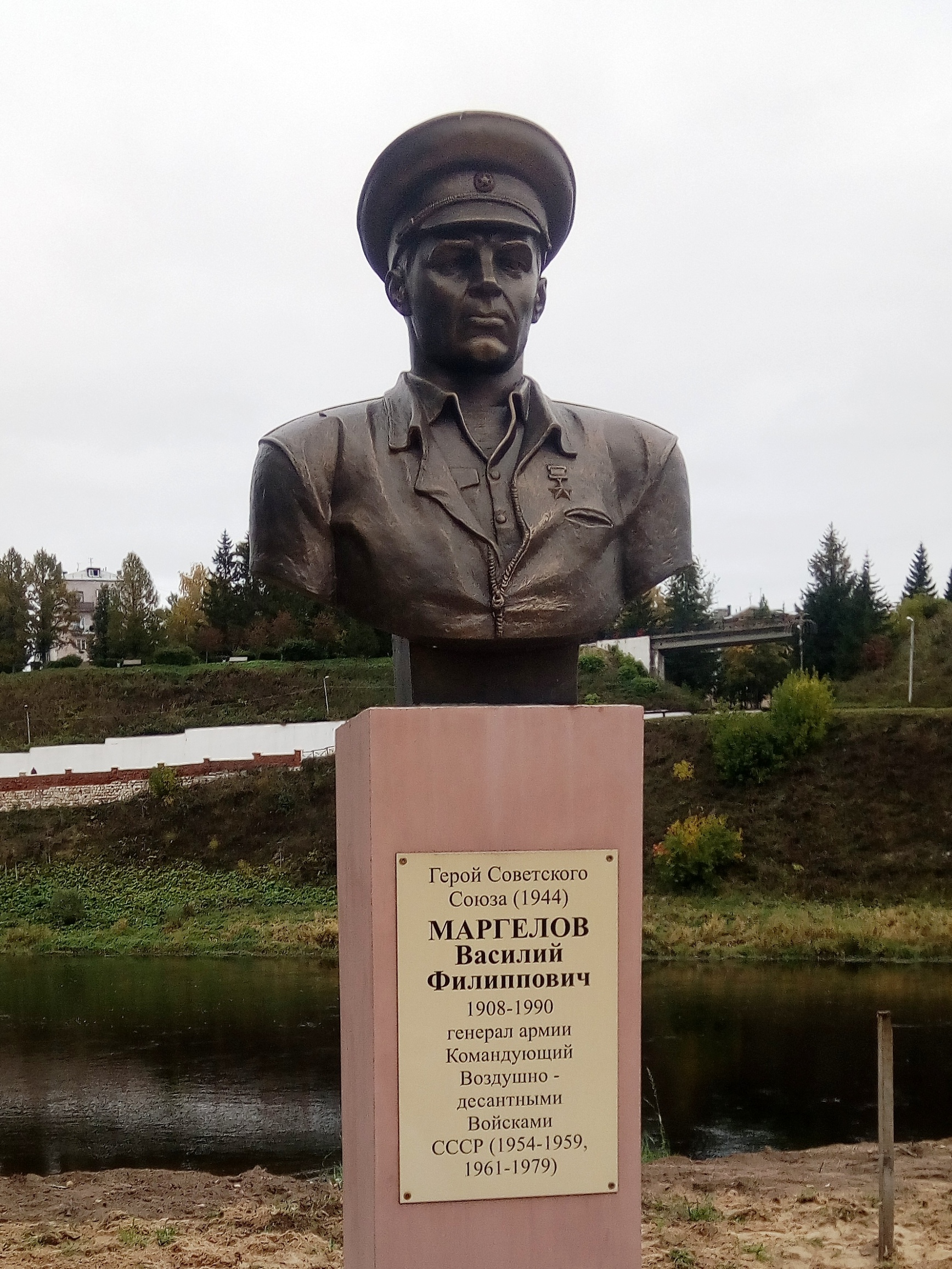
à Rjev
à Dnipro
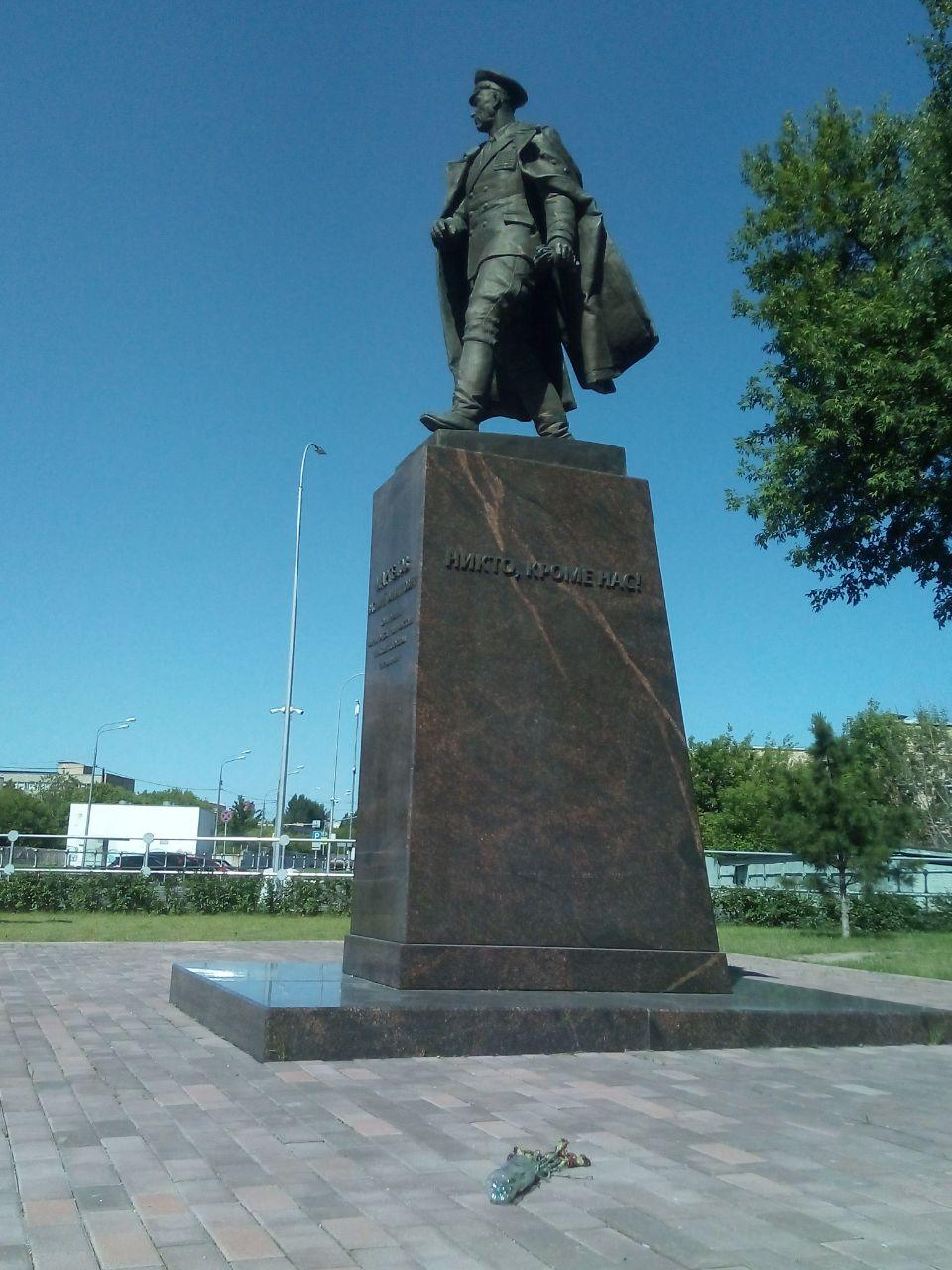
à Moscou rue Margelov
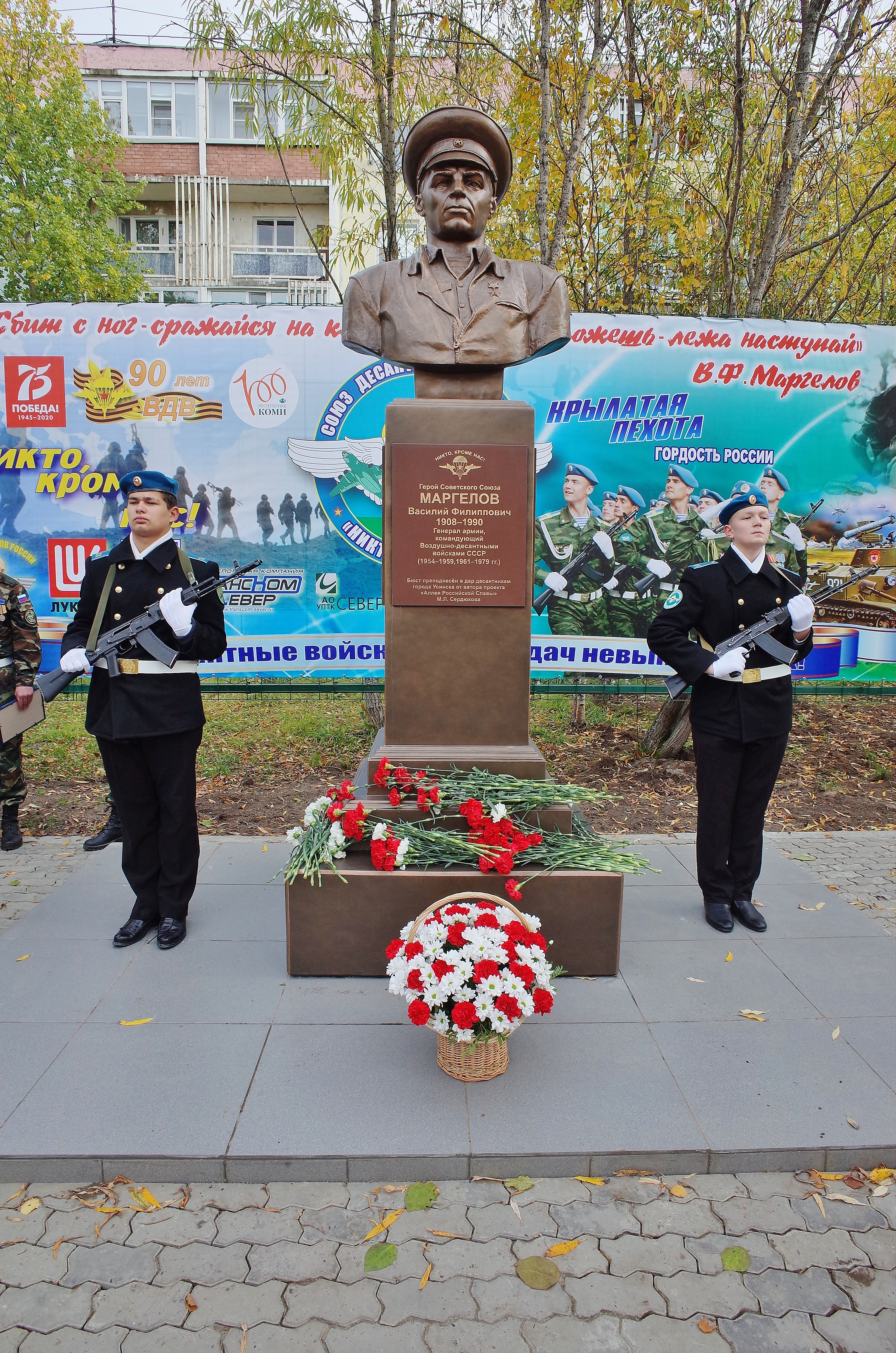
à Oussinsk.